# Lijst van voetbalinterlands Laos - Thailand
Deze lijst van voetbalinterlands is een overzicht van alle officiële voetbalwedstrijden tussen de nationale teams van Laos en Thailand. De landen hebben tot op heden dertien keer tegen elkaar gespeeld. De eerste ontmoeting, een wedstrijd tijdens de Zuidoost-Aziatische Spelen 1961, werd gespeeld in Rangoon (Birma) op 13 december 1961. Het laatste duel, een vriendschappelijke wedstrijd, vond plaats op 17 november 2024 in Pathum Thani.

## Wedstrijden
| №  | Plaats              | Datum            | Competitie                      | Wedstrijd       | Uitslag |
| -- | ------------------- | ---------------- | ------------------------------- | --------------- | ------- |
| 1  | Rangoon             | 13 december 1961 | Zuidoost-Aziatische Spelen 1961 | Thailand − Laos | 5 − 2   |
| 2  | Bangkok             | 15 december 1967 | Zuidoost-Aziatische Spelen 1967 | Thailand − Laos | 5 − 2   |
| 3  | Bangkok             | 22 november 1968 | Vriendschappelijk               | Thailand − Laos | 1 − 0   |
| 4  | Bangkok             | 21 november 1969 | Vriendschappelijk               | Thailand − Laos | 3 − 4   |
| 5  | Bangkok             | 8 november 1970  | Vriendschappelijk               | Thailand − Laos | 1 − 0   |
| 6  | Shah Alam           | 15 december 1971 | Zuidoost-Aziatische Spelen 1971 | Thailand − Laos | 3 − 0   |
| 7  | Bangkok             | 12 december 1974 | Vriendschappelijk               | Thailand − Laos | 6 − 1   |
| 8  | Singapore           | 13 juni 1993     | Zuidoost-Aziatische Spelen 1993 | Laos − Thailand | 1 − 4   |
| 9  | Bandar Seri Begawan | 1 augustus 1999  | Zuidoost-Aziatische Spelen 1999 | Laos − Thailand | 1 − 4   |
| 10 | Singapore           | 18 december 2002 | Zuidoost-Azië Cup 2002          | Thailand − Laos | 5 − 1   |
| 11 | Phuket              | 8 december 2008  | Zuidoost-Azië Cup 2008          | Thailand − Laos | 6 − 0   |
| 12 | Jakarta             | 1 december 2010  | Zuidoost-Azië Cup 2010          | Thailand − Laos | 2 − 2   |
| 13 | Pathum Thani        | 17 november 2024 | Vriendschappelijk               | Thailand − Laos | 1 − 1   |

## Samenvatting
| Competitie                 | Totaal gespeeld | Winst Laos | Gelijk | Winst Thailand | Doelsaldo Laos – Thailand |
| -------------------------- | --------------- | ---------- | ------ | -------------- | ------------------------- |
| Zuidoost-Azië Cup          | 3               | 0          | 1      | 2              | 3 − 13                    |
| Zuidoost-Aziatische Spelen | 5               | 0          | 0      | 5              | 6 − 21                    |
| Vriendschappelijk          | 5               | 1          | 1      | 3              | 6 − 12                    |
| Totaal                     | 13              | 1          | 2      | 10             | 15 − 46                   |

LFF · 
A-internationals · 
Laotiaans vrouwenelftal
1960 – 1969 · 
1970 – 1979 · 
1980 – 1989 · 
1990 – 1999 · 
2000 – 2009 · 
2010 – 2019 ·
2020 − 2029
Afghanistan ·
Bangladesh ·
Bhutan ·
Brunei ·
Cambodja ·
China ·
Filipijnen ·
Guam ·
Hongkong ·
India ·
Indonesië ·
Iran ·
Jordanië ·
Kazachstan ·
Koeweit ·
Lesotho ·
Libanon ·
Macau ·
Malediven ·
Maleisië ·
Mongolië ·
Myanmar ·
Nepal ·
Oman ·
Oost-Timor ·
Qatar ·
Saoedi-Arabië ·
Singapore ·
Sri Lanka ·
Syrië ·
Taiwan ·
Thailand ·
Turkmenistan ·
Verenigde Arabische Emiraten ·
Vietnam ·
Zuid-Korea ·
Zuid-Vietnam
FAT · A-internationals · Bondscoaches · Statistieken · Thais vrouwenelftal · Thailand U21 · Thailand U20 · Thailand U19 · Thailand U18 · Thailand U17
1950 – 1959 · 
1960 – 1969 · 
1970 – 1979 · 
1980 – 1989 · 
1990 – 1999 · 
2000 – 2009 · 
2010 – 2019 ·
2020 − 2029
Asian Cup 1972 ·
Asian Cup 1992 · 
Asian Cup 1996 · 
Asian Cup 2000 · 
Asian Cup 2004 · 
Asian Cup 2007
OS 1956 · 
OS 1968
1956 · 
1957 · 
1958 · 
1959 · 
1960 · 
1961 · 
1962 · 
1963 · 
1964 · 
1965 · 
1966 · 
1967 · 
1968 · 
1969 · 
1970 · 
1971 · 
1972 · 
1973 · 
1974 · 
1975 · 
1976 · 
1977 · 
1978 · 
1979 · 
1980 · 
1981 · 
1982 · 
1983 · 
1984 · 
1985 · 
1986 · 
1987 · 
1988 · 
1989 · 
1990 · 
1991 · 
1992 · 
1993 · 
1994 · 
1995 · 
1996 · 
1997 · 
1998 · 
1999 · 
2000 · 
2001 · 
2002 · 
2003 · 
2004 · 
2005 · 
2006 · 
2007 · 
2008 · 
2009 · 
2010 · 
2011 · 
2012 · 
2013 ·
2014 ·
2015 ·
2016 ·
2017 ·
2018 ·
2019 ·
2020 ·
2021 ·
2022 ·
2023
Afghanistan ·
Australië ·
Bahrein ·
Bangladesh ·
Bhutan ·
Brazilië ·
Brunei ·
Bulgarije ·
Cambodja ·
China ·
Congo-Brazzaville ·
Denemarken ·
Duitsland ·
Egypte ·
Estland ·
Faeröer ·
Filipijnen ·
Finland ·
Gabon ·
Georgië ·
Ghana ·
Hongkong ·
India ·
Indonesië ·
Irak ·
Iran ·
Israël ·
Japan ·
Jemen ·
Jordanië ·
Kameroen · 
Kazachstan ·
Kenia ·
Kirgizië ·
Koeweit ·
Laos ·
Letland ·
Libanon ·
Liberia ·
Libië ·
Liechtenstein ·
Luxemburg ·
Macau ·
Malediven ·
Maleisië ·
Malta ·
Marokko ·
Myanmar ·
Nederland ·
Nepal ·
Nieuw-Zeeland ·
Nigeria ·
Noord-Ierland ·
Noord-Korea ·
Noorwegen ·
Oezbekistan ·
Oman ·
Oost-Timor ·
Pakistan ·
Palestina ·
Papoea-Nieuw-Guinea ·
Polen ·
Qatar ·
Saoedi-Arabië ·
Singapore ·
Slowakije ·
Sri Lanka ·
Suriname ·
Syrië ·
Taiwan ·
Tadzjikistan ·
Trinidad en Tobago ·
Turkmenistan ·
Uruguay ·
Verenigde Arabische Emiraten ·
Verenigde Staten ·
Vietnam ·
Zuid-Afrika ·
Zuid-Korea ·
Zuid-Vietnam ·
Zweden